# José Camprubí
José Camprubí Aymar (28 de noviembre de 1879 Ponce (Puerto Rico)-11 de marzo de 1942 Nueva York) fue un empresario hispano norteamericano, propietario y director del periódico El Diario La Prensa. Fue un de editor pionero de la prensa en español en Estados Unidos y un gran valedor de la cooperación entre Estados Unidos, América del Sur y España. Era hermano de Zenobia Camprubí y por tanto también cuñado del poeta Juan Ramón Jiménez.

## Biografía
José Augusto Luis Raimundo Camprubí y Aymar pertenecía a una familia acomodada, era hijo de Isabel Aymar Lucca y Raimundo Camprubí Escudero. 
Su abuelo materno, Augusto Aymar era un rico comerciante norteamericano y su abuela era miembro de una familia corsa, afincada en Puerto Rico. Tanto su madre como su abuela habían estudiado en colegios de prestigio de Estados Unidos y mantenían muchos lazos familiares en este país. Su padre, Raimundo Camprubí, era un ingeniero de caminos, canales y puertos español, perteneciente a una familia de militares catalanes, aunque él había nacido en Pamplona.,
Sus padres habían contraído matrimonio en Puerto Rico en 1879, donde residía su madre y adonde Raimundo había llegado en 1872 para dirigir la construcción de una carretera entre Ponce y Coamo. El matrimonio tuvo cuatro hijos, José, que era el primogénito, nació  en 1879; Zenobia (1887); Raimundo y Augusto. 
José nació en Puerto Rico, que entonces era territorio español. La familia se trasladó a España en agosto de 1880 y se establecieron en Barcelona donde su padre fue destinado.
En 1896, José viajó con su madre y su hermana Zenobia a Estados Unidos para continuar allí sus estudios y en 1897 ingresó en la Universidad de Harvard donde se graduó en ingeniería. Tras terminar sus estudios, trabajó para la firma de ingeniería Stone & Webster de Boston (1902-1905), en la Hudson and Manhattan Railroad, para la construcción del metro de Nueva York (1905-1911); en la International Light & Power Co de El Paso en Texas y en la General Electric en Buenos Aires (1912-1914). 
En 1909 contrajo matrimonio con la estadounidense Agnes Ethel Leaycraft, emparentada por línea materna con el futuro presidente de Estados Unidos Franklin Delano Roosevelt. En 1917 fue elegido presidente de la Unión Benéfica Española, sociedad de beneficencia, con sede en Nueva York y ese mismo año compró el semanario "La Prensa" que se convirtió en el diario más antiguo de Estados Unidos en español. Con la dirección de Camprubí, "La Prensa" ejerció un importante papel en la cobertura de los asuntos hispanos en Nueva York.
El periódico, bajo la dirección de Camprubí, cubrió ampliamente la estancia de destacados españoles en Nueva York como fueron los casos de Ramón María del Valle-Inclán, Vicente Blasco Ibáñez, Federico García Lorca, al que Camprubí fue a recibir al puerto de Nueva York, María de Maeztu, Concha Piquer, Pablo Casals o Jacinto Benavente.